# Jan Mertl (tenista)
Jan Mertl (* 3. ledna 1982 Ústí nad Labem) je český tenisový trenér a bývalý profesionální tenista. Hrál především na challengerech ATP a okruhu ITF. Jeho kariérním maximem bylo 163. místo na ATP žebříčku.

## Kariéra
Na ATP Challenger Tour byl třikrát ve finále dvouhry a desetkrát ve finále čtyřhry. První vítězné finále ve čtyřhře zažil v roce 2010 po boku Kazacha Jurije Ščukina na turnaji v Kazani, kde ve finále porazili německou dvojici Tobias Kamke a Julian Reister.
V březnu 2015 debutoval za český Daviscupový tým a porazil Australana Samuela Grotha poměrem 6:3 a 6:2.
Na ATP turnaji debutoval na Swiss Open 2016 ve Gstaadu, kde porazil Yanna Martiho a připsal si první výhru na turnaji ATP.
Jeho nejvyšším umístěním ve dvouhře bylo 163. místo, kterého dosáhl v červenci 2007. Ve čtyřhře bylo jeho nejlepším umístěním 131. místo. Většinu kariéry jej trénoval Jiří Hřebec.
V roce 2019 odehrál poslední profesionální turnaj po boku Jonáše Forejtka. Po konci své kariéry začal trénovat českou tenistku Nikolu Bartůňkovou. Jejich spolupráce skončila v březnu 2021, kdy zamířil ke krajance Markétě Vondroušové, s níž v roce 2023 oslavil titul na Wimbledonu.

## Finále na Challengeru

### Dvouhra: 3 (0–3)
| Výsledek | Datum           | Město                         | Povrch | Partner        | Skóre              |
| -------- | --------------- | ----------------------------- | ------ | -------------- | ------------------ |
| Prohra   | 18. března 2007 | Sarajevo, Bosna a Hercegovina | Tvrdý  | Ernests Gulbis | 6–4, 4–6, 6–7(2–7) |
| Prohra   | 18. března 2012 | Sarajevo, Bosna a Hercegovina | Tvrdý  | Jan Hernych    | 3–6, 6–3, 6–7(5–7) |
| Prohra   | 24. března 2012 | Bath, Velká Británie          | Tvrdý  | Dustin Brown   | 6–7(1–7), 4–6      |

### Čtyřhra: 10 (2–8)
| Výsledek | Datum             | Město                         | Povrch  | Partner           | Soupeři                                  | Skóre                 |
| -------- | ----------------- | ----------------------------- | ------- | ----------------- | ---------------------------------------- | --------------------- |
| Prohra   | 4. září 2005      | Kyjev, Ukrajina               | Antuka  | Lukáš Dlouhý      | Diego Junqueira Martín Vassallo Argüello | 4–6, 2–6              |
| Prohra   | 9. července 2006  | Pozoblanco, Španělsko         | Tvrdý   | Ivo Klec          | Justin Gimelstob Kevin Kim               | 3–6, 5–7              |
| Prohra   | 16. července 2006 | Poznaň, Polsko                | Antuka  | Vasilis Mazarakis | Tomasz Bednarek Michał Przysiężny        | 3–6, 6–3, [8–10]      |
| Prohra   | 4. března 2007    | Wolfsburg, Německo            | Koberec | Joshua Goodall    | Alexander Peya Lars Uebel                | 4–6, 4–6              |
| Prohra   | 18. března 2007   | Sarajevo, Bosna a Hercegovina | Tvrdý   | Lukáš Rosol       | Ernests Gulbis Deniss Pavlovs            | 4–6, 3–6              |
| Prohra   | 3. června 2007    | Busan, Jižní Korea            | Tvrdý   | Nathan Healey     | Sergei Bubka John Paul Fruttero          | 6–4, 6–7(5–7), [6–10] |
| Prohra   | 6. ledna 2008     | Nouméa, Francie               | Tvrdý   | Martin Slanar     | Flavio Cipolla Simone Vagnozzi           | 4–6, 4–6              |
| Výhra    | 7. února 2010     | Kazaň, Rusko                  | Tvrdý   | Jurij Ščukin      | Tobias Kamke Julian Reister              | 6–2, 6–4              |
| Prohra   | 17. září 2011     | Sarajevo, Bosna a Hercegovina | Antuka  | Matwé Middelkoop  | Marco Crugnola Rubén Ramírez Hidalgo     | 6–7(3–7), 6–3, [8–10] |
| Výhra    | 1. března 2015    | Cherbourg, Francie            | Tvrdý   | Andreas Beck      | Rameez Junaid Adil Shamasdin             | 6:2, 3:6, [10:3]      |